# سیارک ۱۵۱۴۳۰
سیارک ۱۵۱۴۳۰ (به انگلیسی: 151430 Nemunas، نامگذاری:2002FC14) صد و پنجاه و یک هزار و چهارصد و سی‌امین سیارک کشف شده‌است که در ۱۶ مارس ۲۰۰۲ کشف شد.